# Mark Madsen
Mark Overgaard Madsen (23. září 1984) je dánský zápasník. Majitel stříbrné olympijské medaile z letních olympijských her v zápasu řecko-římském z roku 2016. Od roku 2018 zápasí jako profesionál ve smíšených bojových uměních (MMA). V roce 2019 podepsal nováčkovskou smlouvu s prestižní organizací Ultimate Fighting Championship.

## Sportovní kariéra
Zápasení se věnoval od 6 let v rodném Nykøbing Falster v klubu BK Thor. Sportovně však vyrostl v bývalé líhni sportovních talentů NDR v Luckenwalde nedaleko Berlína, kde od svých 15 let studoval na sportovním gymnáziu. Vrcholovou kondiční přípravu podstupoval téměř celou sportovní kariéru pod vedením dánského olympijského vítěze ve veslování Nielse Laulunda Henriksena. V dánské reprezentaci spolupracoval se Švédem Benni Ljungbeckem a polskými specialisty na zápas řecko-římský Jarosławem Pyzarou, Ryszardem Świeradem a Szymonem Kogutem.
S muži zápasil na mezinárodní úrovni od svých 18 let ve velterové váze do 74 kg. V roce 2004 neprošel sítem kvalifikačních turnajů na olympijské hry v Athénách. V roce 2005 získal pro Dánsko medaili z mistrovství světa po dlouhých 43 letech – Bjarne Ansbøl, mistrovství světa v Toledu v roce 1962. V roce 2007 se druhým místem na mistrovství světa v Baku kvalifikoval na olympijské hry v Pekingu v roce 2008. V Pekingu mu však nepřál los. V úvodním kole prohrál ve dvou setech s favorizovaným Rusem Varteresem Samurgaševem.
V roce 2010 ho trápilo vleklé zranění ramene a v roce 2012 musel honit kvalifikaci na olympijské hry v Londýně na kvalifikačních turnajích. Kvalifikoval se prvním pokusem na dubnovém turnaji v Sofii. Na olympijských hrách v Londýně mu však podobně jako před čtyřmi lety nepřál los. V úvodním kole prohrál s favorizovaným Rusem Romanem Vlasovem těsně ve třech setech 1-2. Vlasov ho však svých postupem do finále vytáhl do oprav, ze kterých postoupil do souboje o třetí místo proti Alexandru Kazakevičovi z Litvy. Zápas s Kazakevičevem prohrál ve dvou setech shodne 0:2 na technické body potom co v obou setech nezvládl souboj v parteru. Obsadil dělené 5. místo. Po olympijských hrách ho zlanařil do své profesionální soutěže European MMA dánský promotér Otto Knudsen. Kvůli neshodám s Dánským olympijský výborem ohledně financování přípravy však nastoupil pouze ke dvěma zápasům z původních šesti (ve smlouvě) v profesionálním ringu ve smíšených bojových umění.
V roce 2015 se druhým místem mistrovství světa v Las Vegas kvalifikoval na olympijské hry v Riu v roce 2016. Na třetí pokus zvládl úvodní zápas, když v poslední minutě otočil nepříznivé skóre s Íráncem Saídem Abdeválím. V semifinále po taktické bitvě porazil Maďara Pétera Bácsiho 1:0 na technické body a postoupil do finále proti obhájci zlaté olympijské medaile Romanu Vlasovovi z Ruska. Po minutě finálového zápasu ho rozhodčí za pasivitu poslal to partneru, ze kterého ho Vlasov vysokým zvedem hodil za čtyři technické body. Zbývající hrací dobu se nedokázal prosadit v boji o úchop proti dobře bránícími Vlasovovi a prohrál 1:5 na technické body. Získal stříbrnou olympijskou medaili a pro dánský zápas další olympijskou medaili ze zápasu od roku 1948, kdy bral bronz Henrik Hansen.
Sportovní kariéru ukončil v roce 2018 přestupem mezi profesionály.

### Výsledky
| Olympijské hry     |     | —  |    |     |     | —   |     |    |    | úč. |    |   |     | 5. |     |    |    | 2. |     |  |  |  |  |  |  |  |
| Mistrovství světa  | —   |    | —  | úč. | úč. |     | 2.  | 3. | 2. |     | 2. | — | úč. |    | 5.  | —  | 2. | —  | úč. |  |  |  |  |  |  |  |
| Evropské hry       |     |    |    |     |     |     |     |    |    |     |    |   |     |    |     |    | 7. |    |     |  |  |  |  |  |  |  |
| Mistrovství Evropy | —   | —  | —  | —   | —   | úč. | úč. | —  | 8. | —   | —  | — | —   | —  | úč. | 3. | 7. | —  | —   |  |  |  |  |  |  |  |
| MS juniorů         | —   | —  | —  |     | úč. |     |     |    |    |     |    |   |     |    |     |    |    |    |     |  |  |  |  |  |  |  |
| ME juniorů         | —   | —  |    | 6.  |     | 1.  |     |    |    |     |    |   |     |    |     |    |    |    |     |  |  |  |  |  |  |  |
| MS dorostenců      | úč. |    |    |     |     |     |     |    |    |     |    |   |     |    |     |    |    |    |     |  |  |  |  |  |  |  |
| ME dorostenců      |     | 6. | 2. |     |     |     |     |    |    |     |    |   |     |    |     |    |    |    |     |  |  |  |  |  |  |  |

### Olympijské hry a mistrovství světa
| Olympijské hry a mistrovství světa                | Olympijské hry a mistrovství světa                | Olympijské hry a mistrovství světa                | Olympijské hry a mistrovství světa                | Olympijské hry a mistrovství světa                | Olympijské hry a mistrovství světa                | Olympijské hry a mistrovství světa                | Olympijské hry a mistrovství světa                | Olympijské hry a mistrovství světa                | Olympijské hry a mistrovství světa                | Olympijské hry a mistrovství světa                |
| Kolo                                              | Výsledek                                          | Bilance                                           | Soupeř                                            | Výsledek                                          | KB                                                | ∑KB                                               | Styl                                              | Datum                                             | Turnaj                                            | Místo                                             |
| 2017 Mistrovství světa do 80 kg v klasickém stylu | 2017 Mistrovství světa do 80 kg v klasickém stylu | 2017 Mistrovství světa do 80 kg v klasickém stylu | 2017 Mistrovství světa do 80 kg v klasickém stylu | 2017 Mistrovství světa do 80 kg v klasickém stylu | 2017 Mistrovství světa do 80 kg v klasickém stylu | 2017 Mistrovství světa do 80 kg v klasickém stylu | 2017 Mistrovství světa do 80 kg v klasickém stylu | 2017 Mistrovství světa do 80 kg v klasickém stylu | 2017 Mistrovství světa do 80 kg v klasickém stylu | 2017 Mistrovství světa do 80 kg v klasickém stylu |
| ------------------------------------------------- | ------------------------------------------------- | ------------------------------------------------- | ------------------------------------------------- | ------------------------------------------------- | ------------------------------------------------- | ------------------------------------------------- | ------------------------------------------------- | ------------------------------------------------- | ------------------------------------------------- | ------------------------------------------------- |
| 1. kolo                                           | prohra                                            | 30-16                                             | Daniel Aleksandrov (BUL)                          | tech. body (9:9*)                                 | 1                                                 | 1                                                 | Zápas řecko-římský                                | 22. srpna 2017                                    | Mistrovství světa                                 | Paříž, Francie                                    |
| 2016 Olympijské hry do 75 kg v klasickém stylu    |                                                   |                                                   |                                                   |                                                   |                                                   |                                                   |                                                   |                                                   |                                                   |                                                   |
| finále                                            | prohra                                            | 30-15                                             | Roman Vlasov (RUS)                                | tech. body (1:5)                                  | 1                                                 | 10                                                | Zápas řecko-římský                                | 14. srpen 2016                                    | Olympijské hry                                    | Rio de Janeiro, Brazílie                          |
| semifinále                                        | vítězství                                         | 30-14                                             | Péter Bácsi (HUN)                                 | tech. body (1:0)                                  | 3                                                 | 9                                                 | Zápas řecko-římský                                | 14. srpen 2016                                    | Olympijské hry                                    | Rio de Janeiro, Brazílie                          |
| čtvrtfinále                                       | vítězství                                         | 29-14                                             | Viktor Nemeš (SRB)                                | tech. body (4:0)                                  | 3                                                 | 6                                                 | Zápas řecko-římský                                | 14. srpen 2016                                    | Olympijské hry                                    | Rio de Janeiro, Brazílie                          |
| 2. kolo                                           | vítězství                                         | 28-14                                             | Saíd Abdeválí (IRI)                               | tech. body (1*:1)                                 | 3                                                 | 3                                                 | Zápas řecko-římský                                | 14. srpen 2016                                    | Olympijské hry                                    | Rio de Janeiro, Brazílie                          |
| 2015 Mistrovství světa do 75 kg v klasickém stylu |                                                   |                                                   |                                                   |                                                   |                                                   |                                                   |                                                   |                                                   |                                                   |                                                   |
| finále                                            | prohra                                            | 27-14                                             | Roman Vlasov (RUS)                                | tech. body (0:6)                                  | 0                                                 | 13                                                | Zápas řecko-římský                                | 7. září 2015                                      | Mistrovství světa                                 | Las Vegas, Spojené státy                          |
| semifinále                                        | vítězství                                         | 27-13                                             | Saíd Abdeválí (IRI)                               | tech. body (2*:2)                                 | 3                                                 | 13                                                | Zápas řecko-římský                                | 7. září 2015                                      | Mistrovství světa                                 | Las Vegas, Spojené státy                          |
| čtvrtfinále                                       | vítězství                                         | 26-13                                             | Andy Bisek (USA)                                  | tech. přev. (9:0)                                 | 4                                                 | 10                                                | Zápas řecko-římský                                | 7. září 2015                                      | Mistrovství světa                                 | Las Vegas, Spojené státy                          |
| 3. kolo                                           | vítězství                                         | 25-13                                             | Tarek Abdulsalam (EGY)                            | tech. body (4:2)                                  | 3                                                 | 6                                                 | Zápas řecko-římský                                | 7. září 2015                                      | Mistrovství světa                                 | Las Vegas, Spojené státy                          |
| 2. kolo                                           | vítězství                                         | 24-13                                             | Javor Janakiev (BUL)                              | tech. body (5:1)                                  | 3                                                 | 3                                                 | Zápas řecko-římský                                | 7. září 2015                                      | Mistrovství světa                                 | Las Vegas, Spojené státy                          |
| 2013 Mistrovství světa do 74 kg v klasickém stylu |                                                   |                                                   |                                                   |                                                   |                                                   |                                                   |                                                   |                                                   |                                                   |                                                   |
| o bronz                                           | prohra                                            | 23-13                                             | Arsen Džulfalakjan (ARM)                          | tech. body (0:3)                                  | 0                                                 | 12                                                | Zápas řecko-římský                                | 22. září 2013                                     | Mistrovství světa                                 | Budapešť, Maďarsko                                |
| semifinále                                        | prohra                                            | 23-12                                             | Roman Vlasov (RUS)                                | tech. body (3:5)                                  | 1                                                 | 12                                                | Zápas řecko-římský                                | 22. září 2013                                     | Mistrovství světa                                 | Budapešť, Maďarsko                                |
| čtvrtfinále                                       | vítězství                                         | 23-11                                             | Javor Janakiev (BUL)                              | lopatky (5:00)                                    | 5                                                 | 11                                                | Zápas řecko-římský                                | 22. září 2013                                     | Mistrovství světa                                 | Budapešť, Maďarsko                                |
| 3. kolo                                           | vítězství                                         | 22-11                                             | Takehiro Kanakubo (JPN)                           | tech. body (1*:1)                                 | 3                                                 | 6                                                 | Zápas řecko-římský                                | 22. září 2013                                     | Mistrovství světa                                 | Budapešť, Maďarsko                                |
| 2. kolo                                           | vítězství                                         | 21-11                                             | Hádi Alízadeh (IRI)                               | tech. body (4:0)                                  | 3                                                 | 3                                                 | Zápas řecko-římský                                | 22. září 2013                                     | Mistrovství světa                                 | Budapešť, Maďarsko                                |
| 2012 Olympijské hry do 74 kg v klasickém stylu    |                                                   |                                                   |                                                   |                                                   |                                                   |                                                   |                                                   |                                                   |                                                   |                                                   |
| o bronz                                           | prohra                                            | 20-11                                             | Alexandr Kazakevič (LTU)                          | 0-2 (0:2, 0:2)                                    | 0                                                 | 4                                                 | Zápas řecko-římský                                | 5. srpen 2012                                     | Olympijské hry                                    | Londýn, Spojené království                        |
| opravy                                            | vítězství                                         | 20-10                                             | Christophe Guénot (FRA)                           | 2-0 (3:2, 1:0)                                    | 3                                                 | 4                                                 | Zápas řecko-římský                                | 5. srpen 2012                                     | Olympijské hry                                    | Londýn, Spojené království                        |
| 2. kolo                                           | prohra                                            | 19-10                                             | Roman Vlasov (RUS)                                | 1-2 (2:0, 0:3, 0:2)                               | 1                                                 | 1                                                 | Zápas řecko-římský                                | 5. srpen 2012                                     | Olympijské hry                                    | Londýn, Spojené království                        |
| 2011 Mistrovství světa do 74 kg v klasickém stylu |                                                   |                                                   |                                                   |                                                   |                                                   |                                                   |                                                   |                                                   |                                                   |                                                   |
| 1. kolo                                           | prohra                                            | 19-9                                              | Alexandr Kikiňov (BLR)                            | 1-2 (0:1, 1:0, 0:1)                               | 1                                                 | 1                                                 | Zápas řecko-římský                                | 14. září 2011                                     | Mistrovství světa                                 | Istanbul, Turecko                                 |
| 2009 Mistrovství světa do 74 kg v klasickém stylu |                                                   |                                                   |                                                   |                                                   |                                                   |                                                   |                                                   |                                                   |                                                   |                                                   |
| finále                                            | prohra                                            | 19-8                                              | Selçuk Çebi (TUR)                                 | 0-2 (0:1, 0:6)                                    | 0                                                 | 12                                                | Zápas řecko-římský                                | 27. září 2009                                     | Mistrovství světa                                 | Herning, Dánsko                                   |
| semifinále                                        | vítězství                                         | 19-7                                              | Faršád Alízade (IRI)                              | 2-1 (2:0, 0:1, 3:0)                               | 3                                                 | 12                                                | Zápas řecko-římský                                | 27. září 2009                                     | Mistrovství světa                                 | Herning, Dánsko                                   |
| čtvrtfinále                                       | vítězství                                         | 18-7                                              | Henri Välimäki (FIN)                              | 2-0 (1:0, 2:0)                                    | 3                                                 | 9                                                 | Zápas řecko-římský                                | 27. září 2009                                     | Mistrovství světa                                 | Herning, Dánsko                                   |
| 3. kolo                                           | vítězství                                         | 17-7                                              | Rafig Husejnov (AZE)                              | 2-0 (2:0, 3:0)                                    | 3                                                 | 6                                                 | Zápas řecko-římský                                | 27. září 2009                                     | Mistrovství světa                                 | Herning, Dánsko                                   |
| 2. kolo                                           | vítězství                                         | 16-7                                              | Justin Lester (USA)                               | 2-1 (0:4, 1:0, 3:0)                               | 3                                                 | 3                                                 | Zápas řecko-římský                                | 27. září 2009                                     | Mistrovství světa                                 | Herning, Dánsko                                   |
| 2008 Olympijské hry do 74 kg v klasickém stylu    |                                                   |                                                   |                                                   |                                                   |                                                   |                                                   |                                                   |                                                   |                                                   |                                                   |
| 1. kolo                                           | prohra                                            | 15-7                                              | Varteres Samurgašev (RUS)                         | 0-2 (0:4, 1:3)                                    | 1                                                 | 1                                                 | Zápas řecko-římský                                | 13. srpen 2008                                    | Olympijské hry                                    | Peking, Čína                                      |
| 2007 Mistrovství světa do 74 kg v klasickém stylu |                                                   |                                                   |                                                   |                                                   |                                                   |                                                   |                                                   |                                                   |                                                   |                                                   |
| finále                                            | prohra                                            | 15-6                                              | Javor Janakiev (BUL)                              | 0-2 (0:2, 0:3)                                    | 0                                                 | 15                                                | Zápas řecko-římský                                | 18. září 2007                                     | Mistrovství světa                                 | Baku, Ázerbájdžán                                 |
| semifinále                                        | vítězství                                         | 15-5                                              | Julian Kwit (POL)                                 | 2-1 (1:1*, 4:1, 1*:1)                             | 3                                                 | 15                                                | Zápas řecko-římský                                | 18. září 2007                                     | Mistrovství světa                                 | Baku, Ázerbájdžán                                 |
| čtvrtfinále                                       | vítězství                                         | 14-5                                              | Christophe Guénot (FRA)                           | 2-0 (2:0, 4:1)                                    | 3                                                 | 12                                                | Zápas řecko-římský                                | 18. září 2007                                     | Mistrovství světa                                 | Baku, Ázerbájdžán                                 |
| 3. kolo                                           | vítězství                                         | 13-5                                              | Konstantin Schneider (GER)                        | 2-1 (1*:1, 1:1*, 2:1)                             | 3                                                 | 9                                                 | Zápas řecko-římský                                | 18. září 2007                                     | Mistrovství světa                                 | Baku, Ázerbájdžán                                 |
| 2. kolo                                           | vítězství                                         | 12-5                                              | Sergej Solodkij (GRE)                             | 2-1 (8:0, 1:1*, 3:0)                              | 3                                                 | 6                                                 | Zápas řecko-římský                                | 18. září 2007                                     | Mistrovství světa                                 | Baku, Ázerbájdžán                                 |
| 1. kolo                                           | vítězství                                         | 11-5                                              | Ilgar Abdulov (AZE)                               | 2-0 (1*:1, 3:0)                                   | 3                                                 | 3                                                 | Zápas řecko-římský                                | 18. září 2007                                     | Mistrovství světa                                 | Baku, Ázerbájdžán                                 |
| 2006 Mistrovství světa do 74 kg v klasickém stylu |                                                   |                                                   |                                                   |                                                   |                                                   |                                                   |                                                   |                                                   |                                                   |                                                   |
| o bronz                                           | vítězství                                         | 10-5                                              | Konstantin Schneider (GER)                        | 2-0 (3:0, 6:0)                                    | 3                                                 | 16                                                | Zápas řecko-římský                                | 26. září 2006                                     | Mistrovství světa                                 | Kanton, Čína                                      |
| opravy                                            | vítězství                                         | 9-5                                               | Danijar Köbönov (KGZ)                             | 2-0 (2:0, 2:1)                                    | 3                                                 | 13                                                | Zápas řecko-římský                                | 26. září 2006                                     | Mistrovství světa                                 | Kanton, Čína                                      |
| čtvrtfinále                                       | prohra                                            | 8-5                                               | Volodymyr Šackych (UKR)                           | 1-2 (1:2, 1*:1, 0:3)                              | 1                                                 | 10                                                | Zápas řecko-římský                                | 26. září 2006                                     | Mistrovství světa                                 | Kanton, Čína                                      |
| 3. kolo                                           | vítězství                                         | 8-4                                               | Reto Bucher (SUI)                                 | 2-1 (1:2, 5:1, 9:1)                               | 3                                                 | 9                                                 | Zápas řecko-římský                                | 26. září 2006                                     | Mistrovství světa                                 | Kanton, Čína                                      |
| 2. kolo                                           | vítězství                                         | 7-4                                               | Andrej Afanasjev (LAT)                            | 2-0 (4:1, 6:0)                                    | 3                                                 | 6                                                 | Zápas řecko-římský                                | 26. září 2006                                     | Mistrovství světa                                 | Kanton, Čína                                      |
| 1. kolo                                           | vítězství                                         | 6-4                                               | Valdemaras Venckaitis (LTU)                       | 2-1 (3:0, 0:3, 4:0)                               | 3                                                 | 3                                                 | Zápas řecko-římský                                | 26. září 2006                                     | Mistrovství světa                                 | Kanton, Čína                                      |
| 2005 Mistrovství světa do 74 kg v klasickém stylu |                                                   |                                                   |                                                   |                                                   |                                                   |                                                   |                                                   |                                                   |                                                   |                                                   |
| finále                                            | prohra                                            | 5-4                                               | Varteres Samurgašev (RUS)                         | 1-2 (0:7, 3:2, 3:0)                               | 1                                                 | 19                                                | Zápas řecko-římský                                | 1. říjen 2005                                     | Mistrovství světa                                 | Budapešť, Maďarsko                                |
| semifinále                                        | vítězství                                         | 5-3                                               | Reto Bucher (SUI)                                 | 2-0 (5:1, 1:0)                                    | 5                                                 | 18                                                | Zápas řecko-římský                                | 1. říjen 2005                                     | Mistrovství světa                                 | Budapešť, Maďarsko                                |
| čtvrtfinále                                       | vítězství                                         | 4-3                                               | Ilgar Abdulov (AZE)                               | 2-0 (3:2, 1:0)                                    | 5                                                 | 13                                                | Zápas řecko-římský                                | 1. říjen 2005                                     | Mistrovství světa                                 | Budapešť, Maďarsko                                |
| 3. kolo                                           | vítězství                                         | 3-3                                               | Marko Yli-Hannuksela (FIN)                        | 2-0 (1*:1, 4:0)                                   | 5                                                 | 8                                                 | Zápas řecko-římský                                | 1. říjen 2005                                     | Mistrovství světa                                 | Budapešť, Maďarsko                                |
| 2. kolo                                           | vítězství                                         | 2-3                                               | Edwin Abreu (DOM)                                 | 2-0 (2:0, 9:0)                                    | 3                                                 | 3                                                 | Zápas řecko-římský                                | 1. říjen 2005                                     | Mistrovství světa                                 | Budapešť, Maďarsko                                |
| 2003 Mistrovství světa do 74 kg v klasickém stylu |                                                   |                                                   |                                                   |                                                   |                                                   |                                                   |                                                   |                                                   |                                                   |                                                   |
| 12. skupina                                       | prohra                                            | 1-3                                               | T.C. Dantzler (USA)                               | tech. body (0:4)                                  | 0                                                 | 0                                                 | Zápas řecko-římský                                | 3.-5. říjen 2003                                  | Mistrovství světa                                 | Créteil, Francie                                  |
| 12. skupina                                       | prohra                                            | 1-2                                               | Konstantin Schneider (GER)                        | tech. body (0:4)                                  | 0                                                 | 0                                                 | Zápas řecko-římský                                | 3.-5. říjen 2003                                  | Mistrovství světa                                 | Créteil, Francie                                  |
| 2002 Mistrovství světa do 74 kg v klasickém stylu |                                                   |                                                   |                                                   |                                                   |                                                   |                                                   |                                                   |                                                   |                                                   |                                                   |
| 3. skupina                                        | vítězství                                         | 1-1                                               | Sixto Barrera (PER)                               | tech. přev. (12:1)                                | 4                                                 | 4                                                 | Zápas řecko-římský                                | 21.-22. září 2002                                 | Mistrovství světa                                 | Moskva, Rusko                                     |
| 3. skupina                                        | prohra                                            | 0-1                                               | Michał Jaworski (POL)                             | tech. body (0:5)                                  | 0                                                 | 0                                                 | Zápas řecko-římský                                | 21.-22. září 2002                                 | Mistrovství světa                                 | Moskva, Rusko                                     |

## Profesionální kariéra
Poprvé se objevil v profesionálním ringu ve smíšených bojových umění v roce 2013 v soutěži European MMA dánského promotéra Otto Knudsena.
Po ukončení sportovní kariéry v roce 2018 se dohodl s britskou Cage Warriors na vytvoření dánské (skandinávské) divize, které se stal hlavní tváří.
28. září 2019 pořádala nejprestižnější organizace ve smíšených bojových umění Ultimate Fighting Championship (UFC) v Kodani galavečer se zlatým hřebem večera Jack Hermansson vs. Jared Cannonier. Na galavečer uzavřela UFC nováčkovskou smlouvu s Markem Madsenem, který nastoupil v předzápasu s Italem Danilo Belluardem. Madsen v zápase zvítězil nad Belluardem technickým k.o..
7. března nastoupil v Las Vegas na galavečeru Ultimate Fighting Championship Israel Adesanya vs. Yoel Romero v předzápasu s Američanem Austinem Hubbardem, kterého porazil po verdiktu rozhodčích.